# Nationella gruppen
Nationella gruppen var beteckningen på Sveriges nationella förbunds riksdagsgrupp i andra kammaren under åren 1935-1936.
Gruppen bildades efter att högerns ungdomsförbund Sveriges nationella ungdomsförbund, som under en längre tid utvecklats i pronazistisk riktning, slutgiltigt bröt med moderpartiet 1934 och året därpå ombildades till Sveriges nationella förbund (SNF).
Tre riksdagsledamöter för andrakammarhögern övergick till den nationella gruppen. Alla förlorade sina mandat vid andrakammarvalet 1936.

## Riksdagsledamöter
- John Gustafsson, Kalmar läns valkrets
- Gösta Jacobsson, Östergötlands läns valkrets
- Alf Meyerhöffer, Norrbottens läns valkrets